# Syngnathus fuscus
Syngnathus fuscus es una especie de pez de la familia Syngnathidae en el orden de los Syngnathiformes.

## Morfología
Los machos pueden alcanzar 33 cm de longitud total.

## Depredadores
En los Estados Unidos es depredado por Morone saxatilis  Pomatomus saltatrix y Centropristis striata .

## Reproducción
Es ovovivíparo y el macho transporta los huevos en una bolsa ventral, la cual se encuentra debajo de la cola.

## Hábitat
Es un pez de clima subtropical que vive entre 5-366 m de profundidad.

## Distribución geográfica
Se encuentra desde el Golfo de San Lorenzo (Canadá) hasta el noreste de Florida (Estados Unidos) y el noroeste del Golfo de México.